# 布萊德市鎮
46°22′N 14°07′E / 46.367°N 14.117°E

布萊德市鎮，是斯洛文尼亞西北部上卡尼奧拉地區的一個市鎮，行政中心为布萊德。處於布萊德湖畔，面積72平方公里，2018年人口7,835，人口密度每平方公里110人。